# Sicilian Ghost Story
Sicilian Ghost Story è un film del 2017 scritto e diretto da Fabio Grassadonia e Antonio Piazza.
Liberamente tratto dal racconto Un cavaliere bianco scritto da Marco Mancassola  e contenuto nella raccolta Non saremo confusi per sempre (Einaudi, 2011. La nave di Teseo, 2018). Il film è basato sulle vicende legate alla sparizione e all'omicidio di Giuseppe Di Matteo.

## Trama
In un piccolo paese siciliano ai margini di un bosco, Giuseppe, un ragazzino di tredici anni, scompare. Luna, una sua compagna di classe innamorata di lui, non si rassegna alla sua misteriosa sparizione. Si ribella al clima di omertà e complicità che la circondano e, pur di ritrovarlo, discende nel mondo oscuro che lo ha inghiottito e che ha in un lago una misteriosa via d'accesso. Solo il loro indistruttibile amore le permetterà di tornare indietro.

## Critica
Il film ha aperto la Settimana internazionale della critica al Festival di Cannes il 18 maggio 2017.
Variety ha lodato il film riservandogli «un posto significativo sugli schermi internazionali del cinema d’autore.» concludendo con «...i due registi intrecciano in modo evocativo la ricchezza del racconto di fiabe con l’oscenità dell’azione mafiosa.»
Tra gli altri, anche The Hollywood Reporter ha espresso pareri positivi nei confronti del film: Un superbo lavoro tecnico riesce a trasformare una crudele realtà in una fiaba con molte ramificazioni.» e ancora «Se Grassadonia e Piazza ci avessero semplicemente raccontato la storia, sarebbe stato comunque assai coinvolgente. Ma loro hanno approfondito e allargato il significato disvelando il racconto in uno strano spazio filmico diviso tra crudele realtà e ghost fantasy.»
Il New York Times ha definito il film «Eccelsa commistione di naturale e soprannaturale, fantasy e attualità. “Sicilian Ghost Story” riflette gli orrori di un rapimento di Mafia attraverso un prisma, quello del primo amore. […] Questo film meravigliosamente realizzato, crea un delicato e misterioso incantesimo, al tempo stesso mistico e raccapricciante»
Il sito di critica Rotten Tomatoes ha assegnato alla pellicola una valutazione di 92%.

## Riconoscimenti
- David di Donatello 2018
  - Miglior sceneggiatura non originale a Fabio Grassadonia e Antonio Piazza
  - Candidatura per la migliore canzone originale a Soap&Skin e Anton Spielmann
  - Candidatura per il migliore autore della fotografia a Luca Bigazzi
  - Candidatura Premio David Giovani
- Nastri d'argento 2017
  - Migliore fotografia a Luca Bigazzi
  - Migliore scenografia a Marco Dentici
  - Candidatura Miglior regista a Fabio Grassadonia e Antonio Piazza
  - Candidatura Miglior produttore a Nicola Giuliano, Francesca Cima, Carlotta Calori e Massimo Cristaldi
- Noir in Festival 2017
  - Candidatura al Premio Caligari[2]
- Athens International Film Festival 2017
  - Migliore sceneggiatura
- Magna Graecia Film Festival 2017
  - Miglior film
  - Miglior attrice a Julia Jedlikowska
  - Menzione speciale miglior attore a Gaetano Fernandez
- Giffoni Film Festival 2017 - Premio Explosive Talent Award
- 2018 - Globo d'oro
  - Candidatura alla miglior sceneggiatura a Fabio Grassadonia e Antonio Piazza
- Fiuggi Film Festival 2017 - Premio Arca cinemagiovani (Nonostante il film non fosse in concorso, i giovani ragazzi della giuria hanno voluto premiarlo ugualmente.)
- 2018 - Ciak d'oro
  - Migliore fotografia a Luca Bigazzi[3]